# Arcesilau (cônsul)
Arcesilau (em latim: Arcesilaus) foi um oficial romano do século III, ativo durante o reinado do imperador Galiano (r. 253–268). De possível ascendência grega, Arcesilau provavelmente era neto ou filho de Tito Flávio Arcesilau. Ele talvez possa ser identificado com o conde de Roma e Itália mencionado na Paixão das Santas Rufina e Secunda. Seja como for, se sabe seguramente que foi cônsul posterior em 267 com Paterno.